# Ariadna bicolor
Ariadna bicolor är en spindelart som först beskrevs av Nicholas Marcellus Hentz 1842.  Ariadna bicolor ingår i släktet Ariadna och familjen sexögonspindlar. Inga underarter finns listade i Catalogue of Life.